# Perša Liha 1993-1994
La Perša Liha 1993-1994 è stata la 3ª edizione della seconda serie del campionato ucraino di calcio. La stagione è iniziata il 15 agosto 1993 ed è terminata il 3 luglio 1994.

## Stagione

### Novità
Al termine della passata stagione, sono retrocesse in Druha Liha Ros' Bila Cerkva e Šachtar Pavlohrad. Sono salite dalla Druha Liha, invece, Dnipro Čerkasy e Chimik Žytomyr.
Nessuna formazione è retrocessa dalla Vyšča Liha 1992-1993.
Il Pryladyst Mukačevo ha cambiato denominazione in Karpaty Mukačevo. L'Avtomobilist Sumy è stato rinominato SBTS Sumy.

### Formula
Le venti squadre si affrontano due volte, per un totale di trentotto giornate. Le prime due classificate vengono promosse in Vyšča Liha 1994-1995. Le ultime due classificate retrocedono in Druha Liha.

## Classifica finale
|  | Pos. | Squadra                       | Pt | G  | V  | N  | P  | GF | GS | DR  |
|  | ---- | ----------------------------- | -- | -- | -- | -- | -- | -- | -- | --- |
|  | 1.   | Prykarpat'e Ivano-Frankivs'k  | 59 | 38 | 26 | 7  | 5  | 81 | 33 | +48 |
|  | 2.   | Mykolaïv                      | 56 | 38 | 25 | 6  | 7  | 76 | 32 | +44 |
|  | 3.   | Polihraftechnika Oleksandrija | 55 | 38 | 22 | 11 | 5  | 62 | 22 | +40 |
|  | 4.   | Stal' Alčevs'k                | 51 | 38 | 22 | 7  | 9  | 56 | 40 | +16 |
|  | 5.   | Naftovyk-Ukrnafta             | 48 | 38 | 19 | 10 | 9  | 57 | 28 | +29 |
|  | 6.   | Dnipro Čerkasy                | 45 | 38 | 19 | 7  | 12 | 56 | 39 | +17 |
|  | 7.   | Dinamo-2 Kiev                 | 40 | 38 | 16 | 8  | 14 | 50 | 37 | +13 |
|  | 8.   | Vorskla                       | 37 | 38 | 15 | 7  | 16 | 30 | 52 | -22 |
|  | 9.   | Metalurh Nikopol'             | 36 | 38 | 15 | 6  | 17 | 44 | 56 | -12 |
|  | 10.  | Chimik Žytomyr                | 36 | 38 | 14 | 8  | 16 | 39 | 47 | -8  |
|  | 11.  | Podillja                      | 35 | 38 | 13 | 8  | 16 | 45 | 47 | -8  |
|  | 12.  | Chimik Sjevjerodonec'k        | 33 | 38 | 12 | 9  | 17 | 37 | 46 | -9  |
|  | 13.  | SK Odessa                     | 33 | 38 | 12 | 9  | 17 | 43 | 54 | -11 |
|  | 14.  | Zakarpattja                   | 32 | 38 | 12 | 8  | 18 | 33 | 55 | -20 |
|  | 15.  | Karpaty Mukačevo              | 31 | 38 | 12 | 7  | 19 | 41 | 57 | -16 |
|  | 16.  | Skala Stryj                   | 29 | 38 | 11 | 7  | 20 | 36 | 48 | -12 |
|  | 17.  | Krystal Čortkiv               | 29 | 38 | 10 | 9  | 19 | 29 | 41 | -12 |
|  | 18.  | SBTS Sumy                     | 27 | 38 | 11 | 5  | 22 | 39 | 58 | -19 |
|  | 19.  | Artanija Očakiv               | 24 | 38 | 9  | 6  | 23 | 29 | 69 | -40 |
|  | 20.  | Desna Černihiv                | 24 | 38 | 7  | 10 | 21 | 29 | 53 | -24 |

Legenda:
      Promossa in Vyšča Liha 1994-1995
      Retrocessa in Druha Liha 1994-1995
Note:
Due punti a vittoria, uno a pareggio, zero a sconfitta.